# 日維茨縣

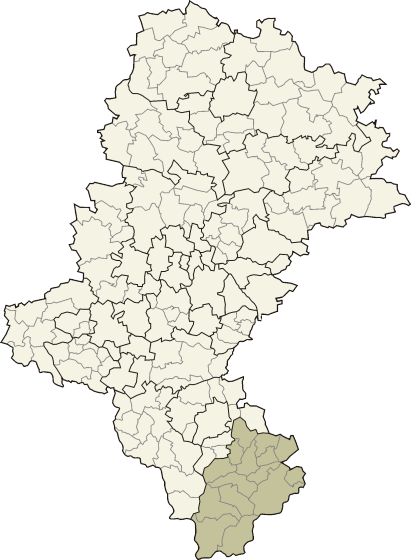

49°41′21″N 19°12′21″E / 49.68917°N 19.20583°E
日維茨縣（波蘭語：Powiat żywiecki），是波蘭的縣份，位於該國南部，由西里西亞省負責管轄，首府設於日維茨，面積1,040平方公里，2006年人口149,492，人口密度每平方公里140人。